# Muntiacus crinifrons
Espèce
Synonymes
- Cervulus crinifrons Sclater, 1885[2]

Statut de conservation UICN

 VU A2cd : Vulnérable
Statut CITES
Muntiacus crinifrons est une espèce de mammifères de la famille des Cervidés et qui est endémique à la Chine.

## Répartition
Muntiacus crinifrons est présente dans l'est de la Chine. Elle vit entre 200 et 1 000 m d'altitude.